# Wikipédia en papiamento
Wikipédia en papiamento (en papiamento : Wikipedia na Papiamentu) est l'édition de Wikipédia en papiamento, langue créole parlée à Aruba, Bonaire et Curaçao dans les Caraïbes. Elle est lancée en mars 2006,,,. Son code est : pap.
Au 20 mars 2025, l'édition en papiamento contient 4 509 articles et compte 16 262 contributeurs, dont 27 contributeurs actifs et 5 administrateurs.

## Présentation

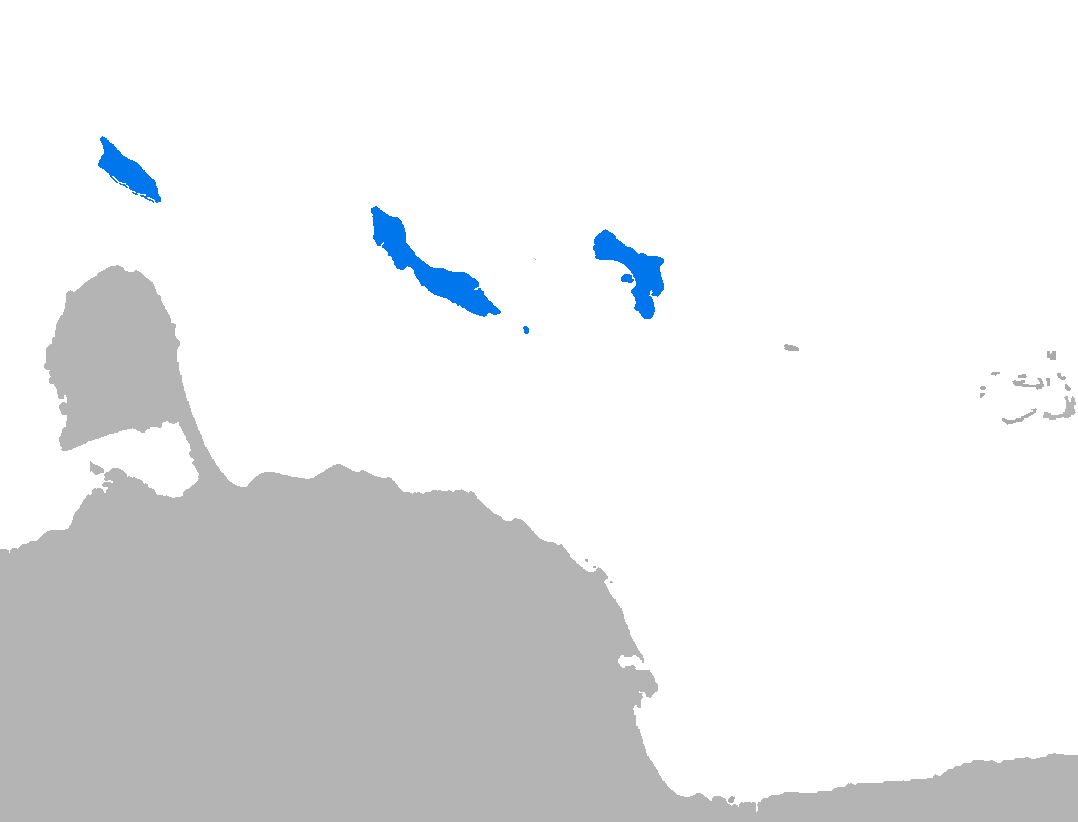
Aire de diffusion du papiamento.

## Statistiques
- Le février 2009, l'édition en papiamento compte quelque 520 articles et 880 utilisateurs enregistrés.
- Le 26 octobre 2022, elle contient 2 864 articles et compte 13 562 contributeurs, dont 22 contributeurs actifs et 5 administrateurs.
- Le 21 septembre 2024, elle contient 4 236 articles et compte 15 590 contributeurs, dont 23 contributeurs actifs et 5 administrateurs.